# Lut
En lut - også skrevet luth - er et strengeinstrument der opstod i senmiddelalderen via maurernes indflydelse i Spanien og blev et hovedinstrument i renæssancen og barokken.
En lut har dobbelte strenge, kaldet kor. En baroklut har således 12 kor (24 strenge i par).
Af komponister, der har komponeret for lut kan nævnes John Dowland, Johann Hieronymus Kapsberger, Fransesco Canova da Milano, Sylvius Leopold Weiss, Johann Sebastian Bach og Vincenzo Galilei.
Lutten var det første velfungerende instrument til at udføre solistisk polyfoni. 
- Wikimedia Commons har flere filer relateret til Lut